# (4416) Ramses
(4416) Ramses es un asteroide perteneciente al cinturón de asteroides, descubierto el 24 de septiembre de 1960 por Cornelis Johannes van Houten en conjunto a su esposa también astrónoma Ingrid van Houten-Groeneveld y el astrónomo Tom Gehrels desde el Observatorio del Monte Palomar, Estados Unidos.

## Designación y nombre
Designado provisionalmente como 4530 P-L. Fue nombrado Ramses en honor a Ramsés II, faraón del antiguo Egipto, reinó desde 1332 hasta 1298 a. C. Luchó contra los hititas en Asia Menor y mandó construir complejos templos en Abu Simbel. Fue uno de los primeros nombres que Champollion pudo descifrar por la traducción de los jeroglíficos egipcios.

## Características orbitales
Ramses está situado a una distancia media del Sol de 2,153 ua, pudiendo alejarse hasta 2,525 ua y acercarse hasta 1,781 ua. Su excentricidad es 0,172 y la inclinación orbital 1,177 grados. Emplea 1154 días en completar una órbita alrededor del Sol.

## Características físicas
La magnitud absoluta de Ramses es 15,3.